# Squaliformes
Squaliformes é uma ordem de tubarões que inclui 80 espécies em 4 famílias.
Os membros desta ordem possuem duas barbatanas dorsais, não possuindo barbatana anal nem membrana nictitante.
Possuem cinco fendas branquiais.

## Classificação
Família Echinorhinidae
- Echinorhinus
  - Peixe-prego (Echinorhinus brucus) (Bonnaterre, 1788) 
  - Echinorhinus cookei (Pietschmann, 1928)

Família Centrophoridae
- Centrophorus
  - Centrophorus acus (Garman, 1906) 
  - Centrophorus granulosus (Bloch & Schneider, 1801) 
  - Centrophorus harrissoni (McCulloch, 1915) 
  - Gata-lixa (Centrophorus lusitanicus) (Barbosa du Bocage & Brito Capello, 1864) 
  - Centrophorus moluccensis (Bleeker, 1860) 
  - Centrophorus niaukang (Teng, 1959) 
  - Centrophorus squamosus (Bonnaterre, 1788) 
  - Centrophorus tesselatus (Garman), 1906 
  - Centrophorus uyato (Rafinesque, 1810)
- Deania
  - Deania calcea (Lowe, 1839) 
  - Deania hystricosa (Garman, 1906) 
  - Deania profundorum (Smith & Radcliffe, 1912) 
  - Deania quadrispinosum (McCulloch, 1915)

Família Dalatiidae
- Aculeola
  - Aculeola nigra (de Buen, 1959)
- Centroscyllium
  - Centroscyllium excelsum (Shirai & Nakaya, 1990) 
  - Centroscyllium fabricii (Reinhardt, 1825) 
  - Centroscyllium granulatum (Günther, 1887) 
  - Centroscyllium kamoharai (Abe, 1966) (Bareskin dogfish) 
  - Centroscyllium nigrum (Garman, 1899) 
  - Centroscyllium ornatum (Alcock, 1889) 
  - Centroscyllium ritteri (Jordan & Fowler, 1903)
- Centroscymnus
  - Centroscymnus coelolepis (Barbosa du Bocage & Brito Capello, 1864 
  - Centroscymnus crepidater (Barbosa du Bocage & Brito Capello, 1864) 
  - Centroscymnus cryptacanthus (Regan, 1906) 
  - Centroscymnus macracanthus (Regan, 1906) 
  - Centroscymnus owstoni (Garman, 1906) 
  - Centroscymnus plunketi (Waite, 1910)
- Cirrhigaleus
  - Cirrhigaleus asper (Merrett, 1973) 
  - Cirrhigaleus barbifer (Tanaka, 1912)
- Dalatias
  - Dalatias licha (Bonnaterre, 1788)
- Etmopterus
  - Etmopterus baxteri (Garrick, 1957) 
  - Etmopterus brachyurus (Smith & Radcliffe, 1912) 
  - Etmopterus bullisi Bigelow & Schroeder, 1957 
  - Etmopterus carteri Springer & Burgess, 1985 
  - Etmopterus decacuspidatus Chan, 1966 
  - Etmopterus gracilispinis Krefft, 1968 
  - Etmopterus granulosus (Günther, 1880) 
  - Etmopterus hillianus (Poey, 1861) 
  - Etmopterus lucifer Jordan & Snyder, 1902 
  - Etmopterus perryi Springer & Burgess, 1985 
  - Etmopterus polli Bigelow, Schroeder & Springer, 1953 
  - Etmopterus princeps Collett, 1904 
  - Etmopterus pusillus (Lowe, 1839) 
  - Etmopterus schultzi Bigelow, Schroeder & Springer, 1953 
  - Etmopterus sentosus Bass, D'Aubrey & Kistnasamy, 1976 
  - Etmopterus spinax (Linnaeus, 1758) 
  - Etmopterus unicolor (Engelhardt, 1912) 
  - Etmopterus villosus Gilbert, 1905 
  - Etmopterus virens Bigelow, Schroeder & Springer, 1953
- Euprotomicroides
  - Euprotomicroides zantedeschia Hulley & Penrith, 1966
- Europtomicrus
  - Euprotomicrus bispinatus (Quoy & Gaimard, 1824)
- Heteroscymnoides
  - Heteroscymnoides marleyi Fowler, 1934
- Isistius
  - Isistius brasiliensis (Quoy & Gaimard, 1824) 
  - Isistius labialis Meng, Zhu & Li, 1985 
  - Isistius plutodus Garrick & Springer, 1964
- Mollisquama
  - Mollisquama parini Dolganov, 1984
- Oxynotus
  - Oxynotus bruniensis (Ogilby, 1893) 
  - Oxynotus caribbaeus Cervigón, 1961 
  - Oxynotus centrina (Linnaeus, 1758) 
  - Oxynotus japonicus Yano & Murofushi, 1985 
  - Tubarão-porco (Oxynotus paradoxus) Frade, 1929
- Scymnodalatias
  - Scymnodalatias albicauda Taniuchi & Garrick, 1986 
  - Scymnodalatias garricki Kukuyev & Konovalenko, 1988 
  - Scymnodalatias oligodon Kukuyev & Konovalenko, 1988 
  - Scymnodalatias sherwoodi (Archey, 1921)
- Scymnodon
  - Scymnodon ichiharai Yano & Tanaka, 1984 
  - Scymnodon obscurus (Vaillant, 1888) 
  - Scymnodon ringens Barbosa du Bocage & Brito Capello, 1864 
  - Scymnodon squamulosus (Günther, 1877)
- Somniosus
  - Tubarão-da-groenlândia, Somniosus microcephalus (Bloch & Schneider, 1801) 
  - Somniosus pacificus Bigelow & Schroeder, 1944 
  - Somniosus rostratus (Risso, 1827)
- Squaliolus
  - Squaliolus aliae Teng, 1959 
  - Squaliolus laticaudus Smith & Radcliffe, 1912

Família Squalidae
- Squalus
  - Squalus acanthias Linnaeus, 1758 
  - Squalus acutirostris Chu, Meng & Li, 1984 
  - Squalus asper (Merrett, 1973) 
  - Squalus blainville (Risso, 1827) 
  - Squalus cubensis Howell Rivero, 1936 
  - Squalus japonicus Ishikawa, 1908 
  - Squalus megalops (Macleay, 1881) 
  - Squalus melanurus Fourmanoir & Rivaton, 1979 
  - Squalus mitsukurii Jordan & Snyder, 1903 
  - Squalus rancureli Fourmanoir & Rivaton, 1979